# Allantospermum
Allantospermum, maleni rod drveća iz porodice Irvingiaceae, ili po drugim autorima Ixonanthaceae. Pripadaju mu dvije vrste, jedna na otoku Borneo i druga na Madagaskaru.
Rod je opisan u Kew Bulletin 19: 517. 1965.

## Vrste
1. Allantospermum borneense Forman
2. Allantospermum multicaule (Capuron) Noot.

## Sinonimi
- Cleistanthopsis Capuron